# 六個夢
《六个梦》是台湾作家琼瑶的一部小說作品，创作于1966年，由6个独立的故事组成(唯一共通點就是描寫人世間的悲歡離合，而且都是以悲劇收場)，后被改编成多部电影以及电视剧。

## 小说
《六个梦》小说以老爺爺說故事為楔子，包括六個故事：
- 《追寻》
- 《哑妻》
- 《三朵花》
- 《生命的鞭》
- 《归人记》
- 《流亡曲》

## 電視劇
1989年，琼瑶和華視將小说《六個夢》中的三个故事《追寻》《哑妻》與《三朵花》改編為電視劇，並首度前往中國大陸取景，1990年播出。其中，《追寻》被改编成電視劇《婉君》，《哑妻》與《三朵花》被分别改编成同名電視劇。
《六个梦》系列电视剧的前三部拍摄之后，瓊瑤移師中視，并没有拍摄小说《六个梦》中的剩余三个故事，而是撰写三個新創作的故事并进行拍摄，即《雪珂》、《望夫崖》及《青青河邊草》，作为《六个梦》系列电视剧的后三部，以補足華視版的前三部。
1993年，琼瑶和中視再次把小说《六个梦》中没有拍摄的《生命的鞭》改编成《梅花三弄》系列中的《水雲間》。
六個夢小說堪稱瓊瑤悲劇作品的代表，改編為電視劇後均改成喜劇收場。

### 婉君
改編自《六個夢》之一《追尋》，1990年2月19日—1990年3月14日於華視播出，共18集。編劇為林久愉，導演為劉立立。
- 夏婉君：俞小凡飾（幼年婉君：金銘飾）
- 長子周伯健：張佩華飾（幼年伯健：蔡遠航飾）
- 二子周仲康：徐乃麟飾（幼年仲康：董洋飾）
- 幼子周叔豪：施　羽飾（幼年叔豪：李曄一飾）
- 嫣　紅：金素梅飾（幼年嫣紅：周磊飾）
- 崔尚琪：王玉玲飾
- 崔尚倫：梁修治飾
- 周宗亭：范鴻軒飾
- 張玉琴：李麗鳳飾
- 蘭　萱：曾哲貞飾
- 外　婆：關　毅飾
- 王文竹：李又麟飾
- 李明芳：杜素真飾
- 王曉峰：劉越逖飾
- 余　媽：陳淑芳飾
- 阿　奴：宋祖英飾
- 崔秉成：岳躍利飾
  - 片頭曲：婉君（詞：瓊瑤，曲：左宏元，唱：李翊君）
  - 片尾曲：追尋（詞：瓊瑤，曲：陳進興，唱：大小百合）

### 啞妻
改編自《六個夢》之二《啞妻》，1990年3月15日—1990年4月10日於華視播出，共19集。編劇為林齡齡，導演為沈怡。本劇獲得1991年金鐘獎戲劇節目連續劇獎。
- 方依依：劉雪華飾
- 柳靜言：林瑞陽飾
- 莫雁華：趙永馨飾
- 柳逸雲：金超群飾
- 余仲芳：阮虔芷飾
- 董伊紅：陳　琪飾
- 姜巧絹：王玉玲飾
- 柳靜亭：顏振堯飾
- 方世軒：范鴻軒飾
- 沈淑貞：李麗鳳飾
- 綾　子：曾哲貞飾
- 新　亞：劉越逖飾
- 彥　儒：梁修治飾
  - 片頭曲：無言的吶喊(詞：瓊瑤，曲：左宏元，唱：大小百合)
  - 片尾曲：無語問蒼天(詞：瓊瑤，曲：左宏元，唱：高勝美)

### 三朵花
改編自《六個夢》之三《三朵花》，1990年4月11日—1990年4月25日於華視播出，共11集。編劇為林久愉，導演為鄭建榮。
- 長女章念琦：劉雪華飾
- 二女章念瑜：俞小凡飾
- 幼女章念琛：金素梅飾
- 楊　蔭：張佩華飾
- 徐立群：徐乃麟飾
- 唐眾民：羅吉鎮飾
- 章佩如：李麗鳳飾
- 余望塵：王復室飾
- 周　媽：王滿嬌飾
- 吟　秋：畢鎬嬌飾
- 孟雲樓：林在培飾
- 葉雙華：趙家蓉飾
- 湘　湘：姚　嘉飾
  - 片頭曲：天若有情(詞：瓊瑤，曲：司馬亮，唱：高勝美)
  - 片尾曲：總是(詞：瓊瑤，曲：陳進興，唱：李翊君)

## 電影
- 《婉君表妹》，改編自《追尋》，1965年上映，李行導演，演員為唐寶雲、江明、馮海。
- 《啞女情深》，改編自《啞妻》，1965年上映，李行導演，演員為王莫愁、柯俊雄。
- 《花落誰家》，改編自《三朵花》，1966年上映，王引導演，演員為歸亞蕾、葛香亭。
- 《明月幾時圓》，改編自《夢影殘痕》，1966年上映，郭南宏導演，演員為甄珍、鈕方雨、劉維斌、吳風。
- 《第六個夢》(又名：春盡翠湖寒)，改編自《生命的鞭》，1967年上映，白景瑞導演，演員為唐寶雲、柯俊雄、魏蘇、張琦玉、魏少朋。
- 《深情比酒濃》，改編自《歸人記》，1968年上映，郭南宏導演，演員為歸亞蕾、金漢。

## 漫畫
- 《啞妻》：作者張靜美，1986年於時報文化《歡樂漫畫半月刊》開始連載。

## 外部連結
- 婉君 (1990)——中文電影資料庫 （页面存档备份，存于）
- 啞妻 (1990)——中文電影資料庫 （页面存档备份，存于）
- 叁朵花 (1990)——中文電影資料庫 （页面存档备份，存于）
- 婉君表妹 (1965)——中文電影資料庫 （页面存档备份，存于）
- 啞女情深 (1965)——中文電影資料庫 （页面存档备份，存于）
- 花落誰家 (1966)——中文電影資料庫 （页面存档备份，存于）
- 明月幾時圓 (1966)——中文電影資料庫 （页面存档备份，存于）
- 第六個夢 (1968)——中文電影資料庫 （页面存档备份，存于）
- 深情比酒濃 (1968)——中文電影資料庫 （页面存档备份，存于）